# Svinec (Tribeč)
Svinec (467,3 m n. m. ) je vrchol na Slovensku v pohoří Tribeč. Je situován jižně od centrální části, asi 4 km jihovýchodně od Velkého Tríbeče, nad obcí Velčice.
Na vrcholu je travnatá plošina obklopená listnatými lesy s omezeným výhledem. Na části vrcholu se nacházejí skalní útvary, odkud je možné vidět téměř celé panorama pohoří Tribeč. Pod hřebenem kopce se nachází kaple Sedmibolestné Panny Marie, patronky Tribečských hor.

## Přístup
- lesem z obce Velčice (224 m n. m.)